# Philippe Bendel
Pour les articles homonymes, voir Bendel.
Philippe Bendel, né à Payerne le 21 janvier 1940 et mort le 27 septembre 1999, est un enseignant, journaliste, pédagogue, mélomane et écrivain vaudois.

## Biographie
Philippe Bendel devient journaliste et fait la rencontre de Michel Jaccard le directeur de la Nouvelle revue de Lausanne. Cette rencontre lui donne envie de se consacrer à l'écriture et, en 1983, il part s'établir à Alès dans les Cévennes. Il y écrit son premier roman en 2001, Rouge, blanc, bleu, publié aux éditions Les Iles futures. 
En 2006 sort Une heure avec..., compilation de 84 de ses entrevues avec différentes personnalités interviewées dans le cadre de son travail de journaliste.

## Sources
- « Philippe Bendel », sur la base de données des personnalités vaudoises sur la plateforme « Patrinum » de la Bibliothèque cantonale et universitaire de Lausanne.
- sites et références mentionnés
- note de l'éditeur de : Une heure avec...Philippe Bendel